# پارک ایالتی دونالد ج. ترامپ
پارک ایالتی دونالد ج. ترامپ (انگلیسی: Donald J. Trump State Park) پارکی در ایالت نیویورک در شهرستان پوتنام در شهر یورک واقع شده است.
این پارک به دست دونالد ترامپ در سال ۲۰۰۶ میلادی ساخته شد.